# Германска империя (1871 – 1945)
Вижте пояснителната страница за други значения на Германска империя.
Германската империя (на немски: Deutsches Reich) е първата национална държава в историята на Германия, просъществувала в периода 1871 – 1945 г. Deutsches Reich е също и конституционното име на Германия до 1943 г.

## Население
Таблицата показва населението на Германската империя между 1871 и 1939 г. Данните отговарят на резултатите от преброяването на населението в съответните години. Данните за 1939 г. са относно територията на страната към 31 декември 1937 г. 
| Година | Население  | Гъстота  |
| ------ | ---------- | -------- |
| 1871   | 41 059 000 | 76 д/км² |
| 1880   | 45 234 000 | 84       |
| 1890   | 49 428 000 | 91       |
| 1900   | 56 367 000 | 104      |
| 1910   | 64 926 000 | 120      |
| 1925   | 62 411 000 | 133      |
| 1933   | 62 218 000 | 139      |
| 1939   | 69 314 000 | 147      |